# Sasurai no Shōjo Nell (anime)
Sasurai no Shōjo Nell é uma série de anime japonesa de 1979, vagamente adaptada de The Old Curiosity Shop, de Charles Dickens. O enredo gira à volta de Nell, uma rapariga inglesa do século XIX em busca da sua mãe e do seu irmão, que vivem num local chamado "Paraíso".

## Ligações  externas
- Sasurai no Shōjo Nell (anime) na enciclopédia do Anime News Network (em inglês)
- Sasurai no Shōjo Nell. no IMDb.